# Ноћни лептири
Ноћни лептири припадају другој највећој породици инсеката. Заједно са дневним лептирима, припадају реду Lepidoptera. Већина лепидоптера спада у ноћне лептире, и сматра се да постоји око 160.000 врста у овој групи инсеката, многи од којих још нису описани. Већина врста ноћних лептира је ноктурна, али постоје вечерње и дневне врсте. По својој величини могу да варирају од врло ситних до крупних. Имају два пара крила која су љуспаста. Могу нежно да лепршају крилима, али и да вертикално узлећу и да лете уназад. Неки прелете невероватне раздаљине. Многе врсте имају светло обојене љуспице на крилима. Шаре им служе да привуку партнера.
Могу имати кончасте или перасте антене. Помоћу њих осете друге лептире на великим раздаљинама. На глави се налази пар сложених очију које су крупне. Имају усни апарат за сисање. Саграђен је у облику сурлице. Неки врсте имају толико дугу сурлицу да њом лако допру дубоко у унутрашњост великих цевастих цветова. Постоје и врсте које при самом врху сисаљки имају нанизане зубиће као тестере, којима могу да пресецају кору воћа како би се напили сока.
Ови инсекти су стручњаци за скривање. Њихова крила су често обојена и пружају им добру камуфлажу. Врсте са пегавим смеђим крилима могу безбедно да стоје на стаблу дрвета. Многи имају две велике туфне на крилима које личе на два будна ока на застрашујућем лицу.

## Економија

### Значај за људе
Неки ноћни лептири, а посебно њихове гусенице, могу да буду велике пољопривредне штеточине у многим деловима света. Неки од примера су Ostrinia и црви семеног тоболца памука. Гусеница губара (Lymantria dispar) узрокује озбиљне штете у шумама североисточних Сједињених Држава, где је инвазивна врста. У подручјима умерене климе, јабукин смотавац узрокује екстензивну штету, посебно на воћним фармама. На подручјима са тропском и суптропском климом, купусни мољац (Plutella xylostella) је вероватно најозбиљнија штеточина купусних усева. Исто тако у подсахарској Африци, афрички бушач шећерне трске је главна штеточина на пољима шећерне трске, кукуруза, и сирка.
Неколико ноћних лептира из фамилије Tineidae, у народу названи мољцима се обично сматрају штеточинама, јер њихове ларве једу тканине као што је одећа и ћебад направљене од природних протеинских влакана као што су вуна или свила. Они су мање склони да једу мешовите материјале који делом садрже вештачка влакна. Према неким извештајима њих одбија мирис дрвета из клеке и кедра, лаванде, или других природних уља; међутим, многи сматрају да се тиме не може спречити инфестација. Нафтален (хемикалија која се користи у куглама против ноћних лептира) се сматра ефективнијим, али постоји забринутост због његовог утицаја на људско здравље.
Ларве ноћних лептира се могу усмртити замрзавањем предмета које су они инфестирали током неколико дана на температурама испод −8 °C (18 °F).
Упркос томе што су озлоглашени по оштећивању одеће, већина одраслих лептира се не храни тканинама. Многи, као што су luna, polifemus, atlas, prometea, cekropija, и други велики ноћни лептири немају усни апарат. Мада постоје многе врсте одраслих лептира које једу суву храну, постоји и мноштво врста које пију нектар.
Неки ноћни лептири се узгајају због њихове економске вредности. Најпознатија међу њима су свилена буба, ларва доместикованог лептира Bombyx mori. Она се узгаја ради свиле од које гради своје лутке. Године 2002, индустрија свиле је производила више од 130 милиона килограма сирове свиле, вредне око 250 милиона америчких долара годишње.
Сву свилу не производи врста Bombyx mori. Постоји неколико врста из фамилије Saturniidae које се исто тако узгајају ради свиле, као што су лептири који се развијају на неким врстама киселог дрвета (Samia cynthia група врста), кинески храстови свилени лептири (Antheraea pernyi), асамски свилени лептири (Antheraea assamensis), и јапанска свилопреља (Antheraea yamamai).
Ларве многих врста се користе као храна, посебно у Африци, где су важан прехрамбени извор. Мопански црв, гусеница Gonimbrasia belina, из фамилије Saturniidae, је значајан прехрамбени извор у јужној Африци. Још један припадник те породице који се користи као храна је „витлајући цар” (Usta terpsichore). У само једној земљи, Конгу, више од 30 врста ларви лептира се користи. Неке се продају само на локалним сеоским пијацама, док се друге транспортују из једне земље у другу.

## Еколошки значај
Пчеле, дневни и ноћни лептири, осолике муве и још неколико група инсеката су опрашивачи биљака, па имају суштинску улогу у размножавању многих цветница. Лептири посећују цветове да би се хранили нектаром, преносећи полен са једне биљке на другу. Новија истраживања показују све већи значај ноћних лептира у опрашивању различитих врста биљака, пре свега из породица каранфила или орхидеја. Студија спроведена у Великој Британији открила је ноћне лептире запрашене поленом 47 различитих биљних врста, укључујући седам врста које пчеле углавном игноришу. Неке студије показују да одређене врсте ноћних лептира, као што су оне које припадају породицама Erebidae и Sphingidae, могу бити кључни опрашивачи за неке цветне биљке у хималајском екосистему. Улоге ноћних лептира као опрашивача проучаване су ређе него дневних опрашивача, али недавне студије су показале да су они важни, мада често занемарени, ноћни опрашивачи широког спектра биљака. Неки истраживачи кажу да је вероватно да се многе биљке за које се сматра да зависе од пчела за опрашивање такође ослањају на ноћне лептира, који су историјски били мање примећени, јер опрашују углавном ноћу.

## Привлачење светлошћу
Ноћни лептири често круже око вештачког светла, иако је разлог за ово понашање (позитивна фототаксија) тренутно непознат. Једна хипотеза се зове небеска или попречна оријентација. Одржавајући константан угаони однос према јарком небеском светлу, као што је месец, они могу да лете у правој линији. Небески објекти су толико удаљени да је, чак и након путовања на велике удаљености, промена угла између ноћних лептира и извора светлости занемарљива; даље, месец ће увек бити у горњем делу видног поља, или на хоризонту. Када лептир наиђе на много ближу вештачку светлост и користи је за навигацију, угао се приметно мења већ након кратке удаљености, поред тога што је често испод хоризонта. Лептир инстинктивно покушава да се исправи тако што се окреће ка светлости, што доводи до тога да лептири у ваздуху падају надоле, што резултира спиралном путањом лета која се све више приближава извору светлости.
Студије су откриле да је светлосно загађење изазвано све већом употребом вештачког светла или довело до озбиљног пада популације лептира у неким деловима света или је озбиљно пореметило њихово ноћно опрашивање.